# What Happens Tomorrow
What Happens Tomorrow is een nummer van de Britse band Duran Duran uit 2005. Het is de tweede single van hun elfde studioalbum Astronaut.
Het nummer werd een klein hitje op de Britse eilanden, in Italië en Vlaanderen. In het Verenigd Koninkrijk bereikte het de 11e positie. In Vlaanderen bereikte het de 8e positie in de Tipparade. In Nederland wist het nummer geen hitlijsten te behalen.